# Souvorovo (Bulgarie)
Pour l’article homonyme, voir Souvorovo.
Souvorovo (en bulgare Суворово) est une ville dans le nord-est de la Bulgarie.

## Géographie
La ville de Souvorovo est située à 35 km au nord-ouest de Varna et à 415 km à l'est-nord-est de Sofia.

## Galerie

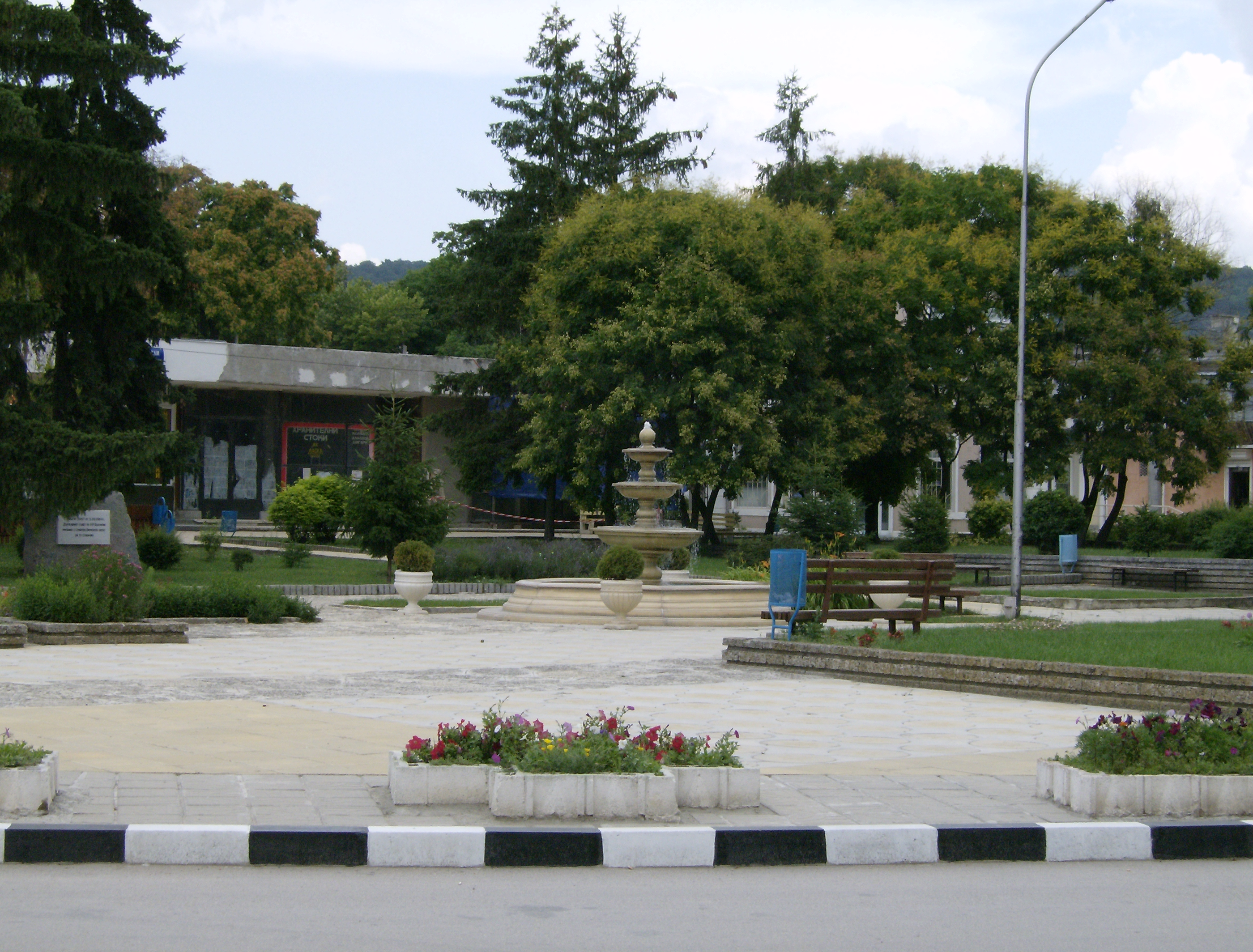
Le parc en face de la mairie